# Gergely éneke Jaksics Demeter veszedelméről
A Gergely éneke Jaksics Demeter veszedelméről egy hét versszakra terjedő ének 1490 előttről.
Gerézdi Rabán kutatásai szerint  Jaksics Demeter vajda szerb főnemes volt, aki a törökök oldalán a szerb segédcsapatokat vezette 1453-ban Konstantinápoly elfoglalásakor, Brankovics György hadvezéreként. 1459-ben két fiával együtt Magyarországra menekült, ahol Mátyás király örömmel fogadta őket, s 1465 táján a Csanád megyei nagylaki uradalmat és más birtokokat adományozta nekik. Korabeli források szerint kitűntek hősiességükkel és a királyhoz való hűségükkel, amit még a Vitéz János-féle összeesküvés idején is megtartottak. Bécs elfoglalása után Mátyás béketárgyalásokat kezdeményezett a törökökkel, s először Both Jánost küldte követségbe Isztambulba, ezután II. Bajazid szultán követei érkeztek meg Mátyáshoz Bécsújhelybe. Ezután Mátyás a török ügyekben járatosabb Jaksics Demetert küldte követül a török szultánhoz, aki el is jutott oda, s a szultán ajándékaival hazafelé indult. A hazaúton azonban a szendrői hídon egy Gházi Musztafa nevű török, akit Jaksics korábban testvérével együtt fogságba vetett, sőt testvérét meg is ölette, csapatával rajtuk ütött, s megölte a szerb nemest.
A Jaksics-családból Demeteren kívül híressé vált még Mitar, aki a szerb hősénekek kedvelt hőse lett. Részt vett Mátyás Bécs elleni hadjáratában is.
A nyelvemléket ma az Országos Széchényi Könyvtár őrzi. Először Döbrentei Gábor adta ki, a Régi Magyar Nyelvemlékek második kötetében.